# یوناس کائوفمان
یوناس کائوفمان (آلمانی: Jonas Kaufmann؛ زادهٔ ۱۰ ژوئیهٔ ۱۹۶۹) خواننده تنور اپرا و موسیقی‌دان اهل آلمان است که به زبان‌های مختلف اپرا اجرا می‌کند.
شهرت او به واسطهٔ اجرای نقش‌های تنور همچون «دُن خوره» در کارمن یا «کاوارادوسی» در اپرای توسکا است. او همچنین نقش اصلی در بسیاری از اپراهای ریشارد واگنر را در آلمان و کشورهای دیگر از جمله در تالار اپرای متروپولیتن نیویورک به عهده داشته داشته است. در سال ۲۰۱۴، روزنامه نیویورک تایمز از کافمان به‌عنوان «چهره‌ای پرفروش در گیشه، و… مهم‌ترین و چندوجهی‌ترین تنور نسل خود» یاد کرد.